# Balzi Rossi

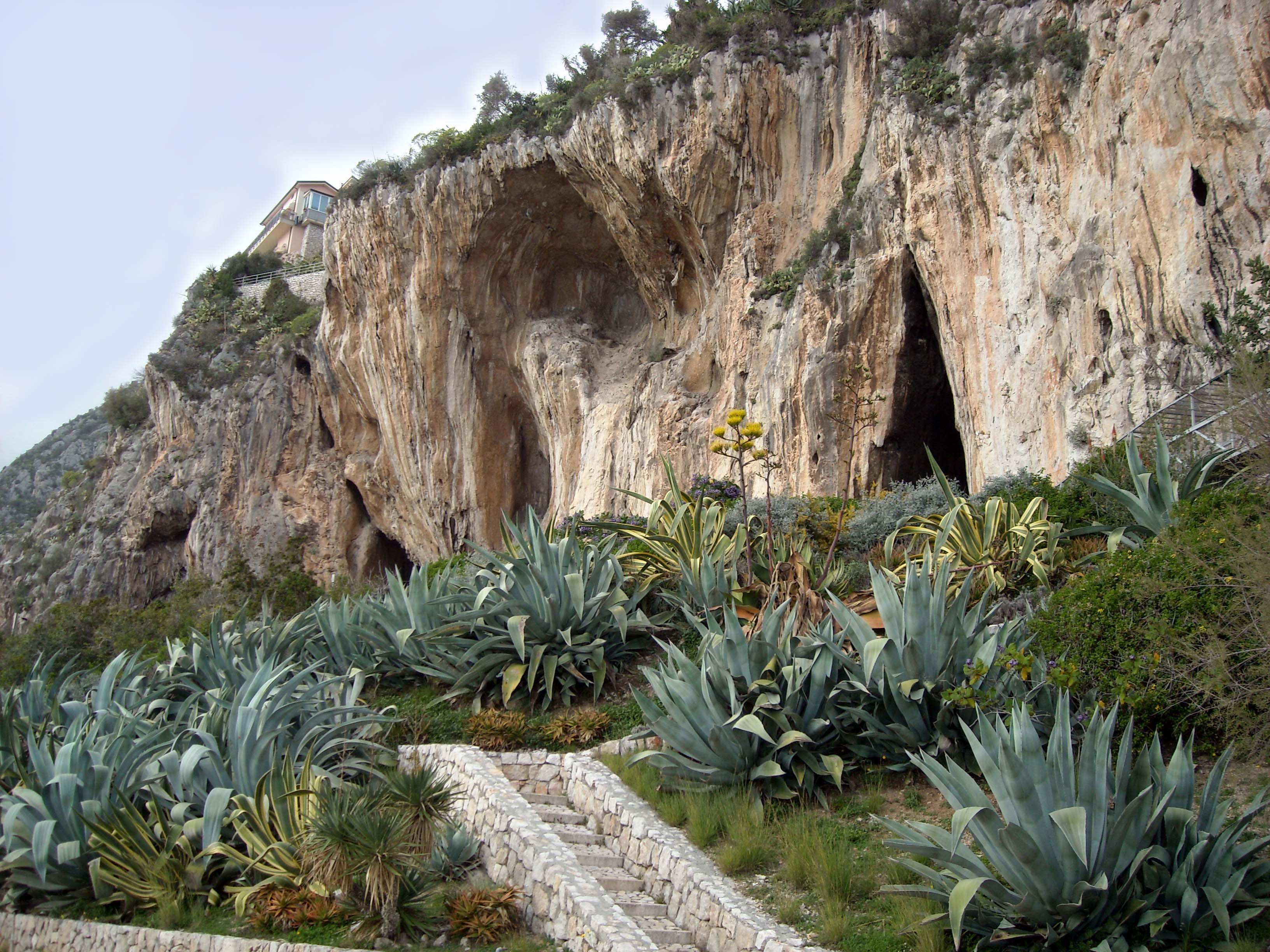
Las diferentes cuevas.

Balzi Rossi es un topónimo que se da a una playa, un museo y un complejo de cuevas donde se han descubierto, a mediados del siglo XIX, diversos objetos de la época Paleolítica.
El yacimiento arqueológico está situado en la Liguria, en las cercanías de la frazione Grimaldi de Ventimiglia (provincia de Imperia), a poca distancia del paso fronterizo de Ponte San Ludovico y de Menton.
Deben su nombre al típico color de la roca, un alto acantilado de unos 100 metros de alta formado por piedra caliza dolomítica rica en minerales ferrosos.

## Características
El complejo está formado por una quincena de cavidades, de las cuales las más importantes son (de oeste a este):
- la Grotta del Conte Costantini
- la Grotta dei Fanciulli
- la Grotta di Florestano, así llamada en honor del Príncipe de Mónaco que, en 1846, financió las primeras excavaciones.
- el Riparo Mochi
- la Grotta del Caviglione
- la Barma Grande (Barma esto es, «cueva» en dialecto local)
- la Grotta del Principe, la más grande (35 × 18 × 22 m)

Entre los numerosos hallazgos de las cuevas están, además de restos animales de diversas épocas, sepulturas humanas (en total una veintena), variados objetos (entre ellos, estatuillas como las Venus de Balzi Rossi, adornos, utensilios en piedra) e incluso un grabado rupestre representando un caballo. Al menos siete de los esqueletos descubiertos se relacionan con la presencia del Hombre de Cromañón, cuya versión local se llama Uomo di Grimaldi («Hombre de Grimaldi»).
Junto a las cuesvas hay un pequeño museo prehistórico, fundado en el año 1898 por Sir Thomas Hanbury, ampliado y renovado en 1994; custodia varios de los esqueletos y de los objetos recuperados.

## Las principales sepulturas
Las principales sepulturas son las siguientes:
- la sepultura individual, descubierta en 1872 por Émile Rivière en la Grotta del Caviglione (Uomo di Mentone): se trata de un individuo de alta estatura, sepultado sobre el lado izquierdo con las manos cerca del rostro y las piernas dobladas;
- la sepultura doble, descubierta en 1874 por Émile Rivière en la Grotta dei Fanciulli, de dos niños tumbados sobre el dorso con las piernas dobladas (de ahí el nombre de la caverna);
- la sepultura triple, constituida por tres esqueletos descubierta en 1892 en la Barma Grande; se trata de un varón adulto y dos jóvenes, de sexo sin identificar, dispuestos en paralelo en la misma fosa y enterrados junto a un rico ajuar funerario;
- la sepultura doble, descubierta en 1901 por el canónigo Louis de Villeneuve en la Grotta dei Fanciulli, formada por una mujer anciana y un adolescente, dispuestos en la misma fosa en posición apiñada.

Es a estos últimos individuos, en particular, que se debe la definición de negroidi di Grimaldi («negroides de Grimaldi»), debido a su morfología análoga al tipo humano negroide moderno, como la nariz ancha (camerrinia) o la pelvis alta y estrecha. Ella ´medía 159 metros de alto y 156 el joven.
S. Sergi propone (1967) que los Grimaldiani fueron de origen africano, pero la opinión más difundida es que la semejanza con los negroides no implican un ligamen genético. H. Vallois niega incluso la afinidad.

## La Vía Julia Augusta
Dejando el cabo de la Mortola, la vía Julia Augusta seguía su itinerario hacia Cemenelum atravesando el acantilado de los Balzi Rossi.
En los Balzi Rossi después de la construcción de la línea ferroviaria Ventimiglia-Niza y los daños causados por la Segunda Guerra Mundial, es difícil encontrar las trazas conservadas de la antigua calzada romana. Sólo puede verse un corte excavado en la roca que permitía el paso, casi en la ribera del mar, de la vía romana.